# Liste des commanderies templières de Navarre
Cette liste recense les commanderies, forteresses et maisons de l'ordre du Temple qui ont existé dans la communauté forale de Navarre en Espagne.

## Faits marquants et Histoire
Les premières donations dans le royaume de Navarre datent de 1133 (divers biens à Tudela). Deux ans plus tard, les templiers reçoivent le château de Novillas (en Aragon) et les donations qui s'ensuivent, en particulier les peuplements de Funes, Puente la Reina, Aberin et Ribaforada ont été faites aux templiers de Novillas. Mais en 1179, à la suite de la cession d'une partie de la Navarre à la Castille, la commanderie de Novillas perd ses droits sur ces possessions, ce qui a pour conséquence de voir Aberin et Ribaforada érigées en commanderies principales.
À partir du XIVe siècle à la suite de la dévolution des biens de l'ordre du Temple, on trouve 28 commanderies de l'ordre de Saint-Jean de Jérusalem en Navarre:
- Aberín (dévolue), Apathea, Arramel y Santa Catalina, Bargota, Biurrun, Buñuel, Cabanillas, Calchetas, Casanueva, Cizur Menor, Cogullo, Echavarri, Falces, Fustiñana, Galar, Indurain, Iracheta, Lauribar, Leache, Melgar, Murchante, Olite, Ribaforada (dévolue), Sangüesa, Tafalla, Tudela, Villafranca et Zabalegui.

## Commanderies
| Commanderie | Ville actuelle (ou à proximité) | Observations                                                                  |
| ----------- | ------------------------------- | ----------------------------------------------------------------------------- |
| Aberin      | Aberin                          | 1177-1312 Procès, 1307: « domus de Averin/Averyns in Navernia Pampalonensis » |
| Ribaforada  | Ribaforada                      | 1157-1312 Procès, 1307: « domus de Riba Forada Therasconensis diocesis »      |

| Localisation en Navarre (Liens vers les articles correspondants)                                                                                   |
| --- |
| \| Aquitaine Aragon C&L. Pays basque La Rioja Aberin Castejón Cintruénigo Desojo Fontellas Funes Mosquera Murugarren Ribaforada Puente la Reina \| |
| Aquitaine Aragon C&L. Pays basque La Rioja Aberin Castejón Cintruénigo Desojo Fontellas Funes Mosquera Murugarren Ribaforada Puente la Reina       |

### Autres biens
Il s'agit des alleux, censives, fiefs et autres seigneuries dépendants des maisons du Temple / commanderies principales énumérées ci-dessus:
- Cintruénigo (1173-1194)[7]
- Desojo (1157)[8]
- Divers biens à Fontellas: Une acequia (1160)[9], les droits sur les eaux de la ville (1173)[10]
- Funes
- Les eaux de Mosquera (es)(1173)[10],[N 2]
- Murugarren (es)  [vieille ville de Puente la Reina, Villa Vetula, 1142-...][11]
- Puente la Reina (1142-...)[12]
- Divers biens à Tudela, Fontellas, Castellone/Castejón, Moréano/Morzano (Sorzano?) et Soiset ainsi qu'un moulin et un bois à Alcotén[N 3] (1133)[13].
- Toutes les terres situées entre Fontellas et Ribaforada (1157)[14]
- Des terres entre Ribaforada et Cortes (1264)[15]
- Des biens à Villamezquina[16],[N 4]

### Possessions douteuses ou à vérifier
- San Juan de Arramele[17], commune de Tolosa